# Harold Walter Bailey
Sir Harold Walter Bailey (* 16. Dezember 1899 in Devizes; † 11. Januar 1996 in Cambridge) war ein britischer Sprachwissenschaftler. Er gilt als einer der größten Orientalisten des 20. Jahrhunderts. Harold Walter Bailey beherrschte über 50 Sprachen und gehörte zu den weltweit führenden Experten im Bereich der Vergleichenden Sprachwissenschaften von iranischen Sprachen und erarbeitete für die khotansakische Sprache die Grundlagen.

## Leben
Harold Walter Bailey war der zweite von drei Söhnen von Frederick Charles Quinton Bailey (1871–1952) und Emma Jane, geborene Reichardt (1871–1962). Als Zehnjähriger zog er mit seiner Familie von seinem Geburtsort in England ins Outback von Australien. Dort brachte er sich über Bücher verschiedene Sprachen bei. 1927 schloss er sein Studium an der University of Western Australia mit einer Masterarbeit über die religiöse Sicht des Euripides in seinen Dramen ab. Danach kehrte er dank eines Stipendiums nach England zurück. Er erlangte den Doktor in Philosophie an der University of Oxford mit einer Dissertation über den Pahlavi-Text Bundahischn. Noch während seines Studiums wurde er Lehrer für Iranistik an der SOAS University of London. 1936 erhielt er einen Lehrstuhl an der University of Cambridge für Sanskrit, von dem er sich 1967 zurückzog. Daraufhin gründete er die Bibliothek Ancient India & Iran Trust in Cambridge.
Harold Walter Bailey war Mitglied und Präsident von mehreren Organisationen. 1944 wurde er Mitglied der British Academy und in der Folge korrespondierendes Mitglied der dänischen, norwegischen und schwedischen Akademie. Von 1948 bis 1952 präsidierte er die Philological Society, 1964–67 die Royal Asiatic Society und 1972–79 die Society for Afghan Studies. 1960 erhielt er den Ritterschlag als Knight Bachelor und den Ehrendoktor an den Universitäten University of Western Australia (1963), Australian National University (1970), University of Oxford (1976) und University of Manchester (1979). Darüber hinaus erhielt er viele Preise.
In den 1930er Jahren richtete Harold Walter Bailey seinen Blick auf die khotansakische Sprache. Er wurde der weltweit führende Experte für diesen sakischen Dialekt wie auch denjenigen des Königreichs von Hotan.

## Schriften (Auszug)
- Codices khotanenses. Kopenhagen 1938.
- Zoroastrian problems in the ninth-century books. Oxford 1943. (archive.org)
- Khotanese texts. Cambridge 1945.
- Khotanese Buddhist texts. London 1951.
- Saka Documents I. Corpus Inscriptionum Iranicarum. London 1960.
- Saka Documents II. Corpus Inscriptionum Iranicarum. London 1961.
- Saka Documents III. Corpus Inscriptionum Iranicarum. London 1963.
- Saka Documents IV. Corpus Inscriptionum Iranicarum. London 1967.
- Saka Documents. Text Volume. Corpus Inscriptionum Iranicarum. London 1968.
- Sad-dharma-puṇḍarīka-sūtra. [The summary in Khotan Saka by]. Canberra 1971.
- Dictionary of Khotan Saka. Cambridge University Press, 1979. Neuauflage 2010, ISBN 978-0-521-14250-2.
- The culture of the Sakas in ancient Iranian Khotan. New York 1982 (archive.org).

## Festschrift
- In Honour of Sir Harold Bailey. Bulletin of the School of Oriental and African Studies, University of London. Band 33, Nr. 1. Cambridge University Press, 1970 (jstor.org).